# 埃娃·伦德
埃娃·伦德（瑞典語：Eva Lund，1971年5月1日—），瑞典女子冰壶运动员。她曾代表瑞典获得2006年和2010年冬季奥运会女子冰壶比赛金牌。她也曾两次夺得世界女子冰壶锦标赛冠军。

## 个人经历
她出生于瑞典斯德哥尔摩，原名 Eva Eriksson，与丈夫和瑞典国家冰壶教练 Stefan Lund 以及她的儿子 Adam 和女儿 Anna 住在斯德哥尔摩的 Upplands Väsby。Eva Lund 在 Härnösands CK 俱乐部训练，不玩冰壶时，她是一名监管事务项目经理。

## 职业生涯
埃娃·伦德为 Anette Norberg 的球队效力，赢得了许多国际冠军，包括 2006 年都灵冬奥会和 2010 年温哥华冬奥会的两枚金牌。在世锦赛上，她获得了 2005 年和 2006 年的金牌、2001 年的银牌和 2003 年的铜牌。她曾在 2001 年、2003 年、2004 年、2005 年和 2007 年的欧洲锦标赛上获得金牌。她还有一枚 1993 年的黄金作为储备金。在精英系列赛中，她在 2001 年、2003 年、2004 年、2005 年和 2006 年获得金牌，并在 1993 年、1998 年和 1999 年获得铜牌。她最近退休了。
2003 年，她入选瑞典冰壶名人堂。